# Waste Connections

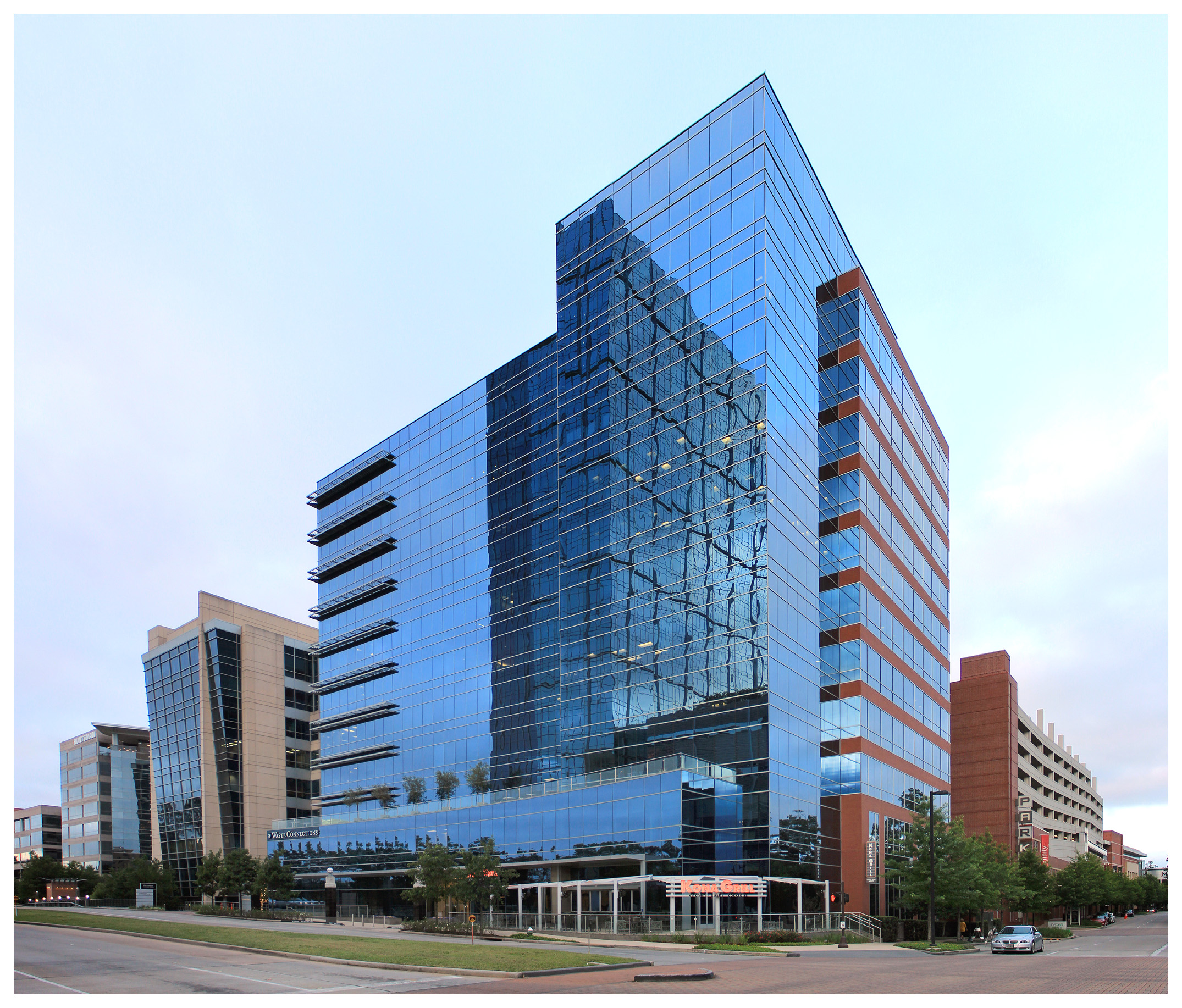
Bürogebäude in The Woodlands

Waste Connections ist ein US-amerikanisches Entsorgungsunternehmen aus The Woodlands, Texas. Waste Connections betreibt Müllabfuhren in den Vereinigten Staaten und Kanada und übernimmt die letztliche Entsorgung der Abfallstoffe über die Verbringung in eigene Recyclinganlagen oder Deponien. Entsorgt werden sowohl Haushaltsabfälle, als auch gefährliche Abfälle aus Haushalten und Industriebetrieben.
Das Unternehmen wurde 1997 in Folsom in Kalifornien gegründet und bezog später seine Büros in Sacramento. Seit 1998 wurden die Aktien des Unternehmens an der NASDAQ gehandelt. Die Börsennotierung wurde 2002 an die NYSE verlegt. Durch zahlreiche Unternehmensakquisitionen seit der Gründung dehnte sich das Geschäftsgebiet aus und umfasste einige Jahre später die Mehrheit der US-amerikanischen Bundesstaaten. Im Jahr 2012 wurde der Unternehmenssitz nach The Woodlands verlegt. Seit der Übernahme der kanadischen Progressive Waste Solutions Ltd. 2016 wird die Aktie von Waste Connections auch an der Toronto Stock Exchange notiert. Das Unternehmen ist Teil des S&P/TSX 60-Index.
Waste Connections war 2016 das drittgrößte Entsorgungsunternehmen Nordamerikas.